# Corno d'Olen
Il Corno d'Olen (2.556 m s.l.m.; Olenhoure in walser) è una montagna dei Contrafforti valsesiani del Monte Rosa nelle Alpi Pennine.

## Caratteristiche
La montagna si trova sopra Alagna Valsesia. Alla vicina Bocchetta delle Pisse arrivano gli impianti di risalita da Alagna. Ai pedi del monte, a 2.340 m s.l.m., si trova il Lago del Corno d'Olen.